# Titusz

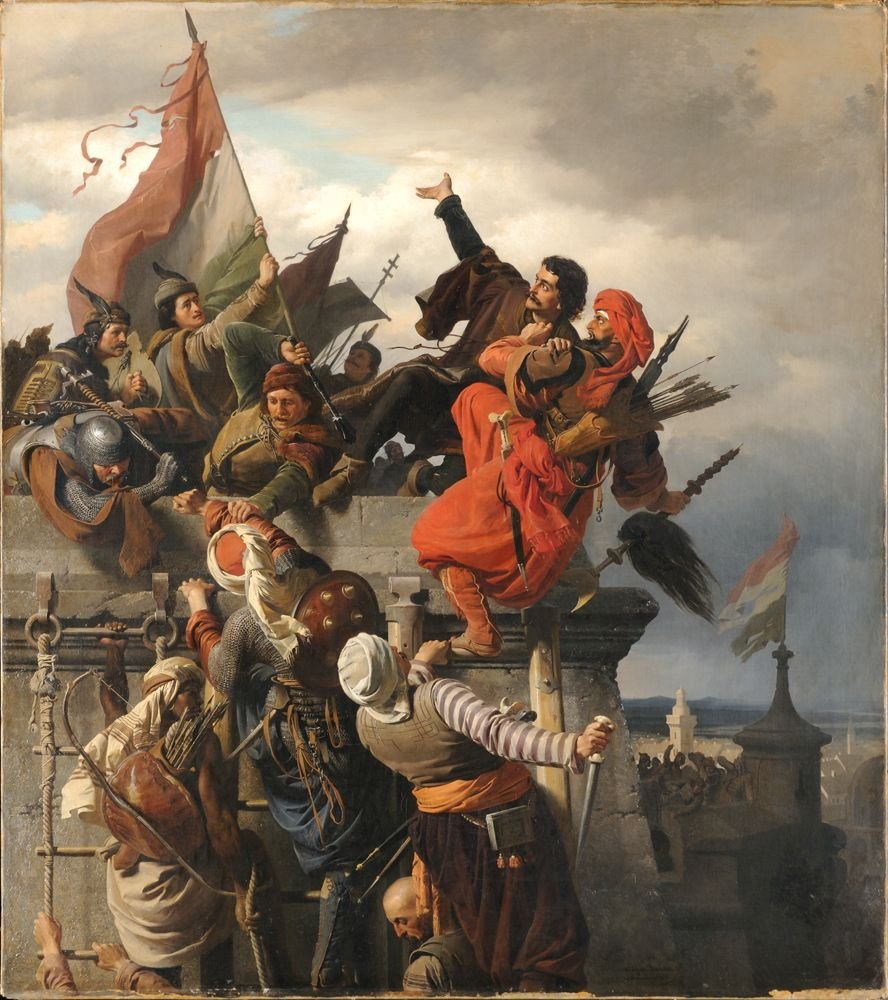
Dugovics Titusz hősi halála

A Titusz latin eredetű férfinév. Eredete és jelentése bizonytalan. Egyes vélemények szerint a latin titus szóból származik, ennek a jelentése vadgalamb, mások szerint szabin eredetű, és a jelentése tiszteletreméltó, tisztelt.

## Gyakorisága
Az 1990-es években szórványos név, a 2000-es években nem szerepel a 100 leggyakoribb férfinév között.

## Névnapok
- január 4.[2]
- január 26.[2]
- február 6.[2]

## Idegen nyelvi megfelelői
- Tito (olasz)
- Titus (latin)
- Tytus (lengyel)

## Híres Tituszok
- Szent Titusz püspök, Pál apostol tanítványa
- Csörgey Titusz (1875-1961) magyar ornitológus, festőművész
- Dugovics Titusz
- Tuli Géza Titusz olimpiai ezüstérmes tornász, sportvezető
- Kovács Titusz színművész
- Titus római császár
- Titus Livius római történetíró
- Tito Gobbi olasz énekes, színész
- DJ Titusz (Bicskei Titusz) magyar lemezlovas